# Liga Arcadia
La Liga Arcadia fue una liga federada de ciudades estado de la antigua Grecia. Combinaba a varias de las ciudades de Arcadia, en el Peloponeso en una única fuerza. La liga se fundó en el año 370 a. C., aprovechándose del decreciente poder de Esparta, que hasta entonces había dominado militarmente la zona. Mantinea, ciudad que había sufrido mucho bajo el dominio espartano, fue una de las principales impulsoras de su fundación. La liga tuvo su capital en la ciudad recién fundada de Megalópolis, en donde una asamblea de 10 000 ciudadanos formaron el gobierno.
Aunque inicialmente tuvo éxito en resistir la influencia espartana en Arcadia, la liga pronto se vio dividida por las luchas de poder en las que se vio envuelta Grecia a lo largo del siglo IV a. C. Tebas, que había sido una pieza fundamental para la creación de la Liga, se vio enfrentada militarmente con Mantinea. En la batalla de Mantinea las ciudades que en un principio formaron la Liga Arcadia se enfrentaron entre ellas: Mantinea luchando en el bando de Esparta y Atenas, mientras que Tegea y otras ciudades se alineaban en el bando de Tebas.
En cualquier caso, y tras la victoria tebana en Mantinea, la Liga parece que perduró de alguna forma hasta entrado el siglo III a. C.

## Arcadia y el Peloponeso antes de 370a.C.
Comenzando en el siglo VI a. C. y continuando a través del siglo V a. C. y comienzo del IV, Esparta dominó el Peloponeso, y obligó a sus vecinos a unirse a su Liga del Peloponeso y a luchar en sus guerras. Este dominio, naturalmente, suscitó rivalidades con los propios estados vasallos, y los aliados de Esparta demostraron estar dispuestos a enfrentarse contra el estado dominante en varias ocasiones. En 418 a. C., Mantinea se unió a la Liga del Peloponeso de estados democráticos, y persiguió brevemente una política antiespartana antes de sufrir la derrota de la batalla de Mantinea del año 418 a. C.
Tras el final de la guerra del Peloponeso en 404 a. C., Esparta, comandada entonces por el rey Agesilao II, llevó a cabo varias acciones para asegurar la disciplina de diversos aliados. En 385 a. C., los espartanos atacaron Mantinea, y obligaron a la ciudad a disolverse dividiéndola en cinco pueblos separados, cada uno de los cuales era gobernado por una oligarquía apoyada por Esparta. El resto de gobiernos oligárquicos que se podían encontrar a lo largo de Arcadia también recibieron el apoyo espartano.
Sin embargo, el dominio militar espartano que hasta entonces había permitido esta interferencia política en los asuntos arcadios finalizó abruptamente, en el año 371 a. C. En ese año, el general Epaminondas derrotó a los espartanos con su ejército tebano en la decisiva batalla de Leuctra, en la que murió una importante proporción de ciudadanos espartanos de élite, los homoioi. Este acontecimiento afectó al equilibrio de poder en el Peloponeso, y abrió nuevas posibilidades de acción a las facciones antiespartanas.

## Formación de la Liga Arcadia
El primer síntoma de actividad sediciosa en Arcadia tuvo lugar en la primavera de 370 a. C., cuando la ciudad de Mantinea comenzó a restaurar su situación original mediante la reagrupación de los pueblos en los que había sido dividida, todo ello bajo un gobierno democrático. Poco después de esto, un cierto número de comunidades arcadias comenzaron a reunirse en una Liga para la protección mutua frente a Esparta, en un esfuerzo dirigido por Licomedes de Mantinea. Se encontraron con una resistencia sustancial en Tegea, en dónde había un gobierno oligárquico al mando, pero los demócratas tebanos dieron un golpe de Estado con ayuda de tropas de Mantinea, por lo que la formación de la Liga siguió su curso. Esparta envió a un ejército comandado por Agesilao para intentar restaurar a los oligarcas, pero sin resultado. Tras expulsar a los espartanos, los arcadios comenzaron a trabajar en la construcción de la nueva ciudad de Megalópolis, una capital fuertemente fortificada y posicionada para servir de bastión contra Esparta.
Aunque este primer intento de acabar con la nueva Liga terminó sin éxito, la amenaza que suponía una posible intervención militar espartana llevó a los arcadios a enviar embajadores a Atenas solicitando protección. Los atenienses se encontraban teóricamente obligados a proteger la autonomía de todos los estados griegos en virtud de los términos de un tratado firmado a finales de 371 a. C., pero su deseo de mantener el equilibrio de fuerzas para que Esparta controlase el poder creciente de Tebas les llevó a rechazar la solicitud. Sin embargo, los arcadios consiguieron de Tebas la ayuda que no envió Atenas. En consecuencia, un masivo ejército partió de Beocia, dirigido por Epaminondas y Pelópidas, hacia el Peloponeso.
Al llegar a Arcadia el ejército se incrementó hasta entre 50.000 y 70.000 soldados al unirse con las fuerzas de Argos, Elis y Arcadia. Para los espartanos, enfrentarse a esa fuerza a campo abierto habría sido una acción suicida, por lo que se vieron obligados a mantenerse en los límites de su ciudad durante los meses siguientes. Epaminondas marchó sin oposición con su ejército hacia el sur, entrando dos veces en terreno espartano. En la primera ocasión saquó Laconia y en la segunda liberó Mesenia del yugo espartano. Fue esta última acción la que, reduciendo sensiblemente el territorio espartano y colocando una nueva ciudad hostil en su frontera, aseguró que Esparta dejase de ser una amenaza para Arcadia. Una vez que el ejército tebano volvió al norte los arcadios pudieron organizar libremente su Liga Arcadia sin temor a la interferencia espartana. Para el año 369 a. C. la mayoría de los estados de Arcadia, si no todos, se habían unido a la Liga.

## Gobierno y estructura
Parece que las ciudades que entraron a formar parte de la Liga Arcadia cedieron gran parte de su autonomía al gobierno federal. La Liga mantenía un ejército permanente, y una sección de la nueva capital de Megalópolis se llenó con edificios federales utilizados como barracones de ese ejército. La liga llevó a cabo una política exterior unificada, dirigida por uno o varios líderes que tenían el título de strategos.
La Liga tenía una constitución democrática, aunque no está claro cómo estaba de extendido el sufragio entre la población. El cuerpo de ciudadanos con derecho a voto se conocía como los myrioi, o los "diez mil". Si este número se tratase de una estimación bruta del tamaño del colectivo con derecho a voto, entonces podría ser que el cuerpo estuviese formado tan solo por los ciudadanos de clase hoplita o superior (clase media alta y por encima). Si, por el contrario, ese término se interpreta en sentido figurativo como "un número muy alto", es posible que el grupo de personas con derecho a voto fuese mucho mayor, puede que incluyendo a todos los hombres libres.
Existía también un Consejo de menor tamaño, llamado Boulé, compuesto por un número desconocido de representantes de las diversas ciudades de la federación. Este consejo probablemente se encargaría de gestionar los temas administrativos y, si tenía una función similar al consejo homónimo de Atenas, podría haber preparado proyectos de ley o resoluciones para su debate entre los myrioi. Por último, 50 oficiales conocidos como damiourgoi probablemente formaban el comité de trabajo de la Boulé.

## Historia posterior a 370a.C.
Tras su creación en el año 370 a. C., la Liga Arcadia tomó un papel activo en el desarrollo de la política del Peloponeso. Los soldados de Arcadia lucharon junto con el ejército tebano en la segunda invasión del Peloponeso por Epaminondas en 369 a. C. y continuaron luchando en 368 a. C., año en que derrotaron a un ejército conjunto de Atenas y Corinto, para a continuación saquear con éxito el territorio espartano. Sin embargo, en el verano de ese mismo año una fuerza espartana invadió Arcadia y fue capaz de barrer un ejército de la Liga sin sufrir ni una sola baja, en lo que se llegó a conocer como la "batalla sin lágrimas". Jenofonte asegura que los aliados de Arcadia (Tebas y Elea) les agradó esta derrota casi tanto como a los lacedemonios, debido a lo irritados que estaban ante la arrogancia mostrada por los arcadios. Tras esta derrota, Arcadia aceleró la construcción de las fortificaciones de Megalópolis con el fin de evitar futuras incursiones espartanas. Los éxitos militares de la Liga continuaron durante los siguientes años y en 365 a. C. vencieron en una guerra contra Elis.

Mapa de Grecia en el año 362 a. C.

Un nuevo ejército tebano invadió el Peloponeso en 366 a. C., pero el principal objetivo de la expedición era establecer una Liga Aquea que sirviese como contrapeso a la influencia arcadia y, aunque el intento resultó en fracaso, sirvió para que los arcadios se viesen amenazados. Por ese motivo, ese mismo año, Licomedes convenció a los myrioi para que firmasen una alianza con Atenas los cuales, si bien eran reacios a firmar una alianza con un enemigo de los espartanos, no podían dejar pasar esa posibilidad de minar la influencia tebana en la región. Para el año 362 a. C., la cuestión sobre si continuar como aliados de Tebas llegó a ser tan discutida que dividió a la Liga Arcadia: Mantinea prefirió alinearse en el bando de Esparta y de Atenas mientras que Tegea y Megalópolis se mantuvieron leales a Tebas. Por ese motivo, las distintas ciudades de la Liga lucharon en bandos diferentes en la batalla de Mantinea de ese mismo año. La batalla resultó en victoria tebana y le siguió una paz general que permitió que la región gozase de un breve espacio de tiempo sin guerras.
Aunque nunca recuperó la prominencia que llegó a tener durante la década de los años 360 a. C. la Liga Arcadia subsistió de alguna forma en los años posteriores a la batalla de Mantinea, si bien no está claro si se trató de una continuación o de una recreación de la Liga original. Varias referencias indican que la liga duró al menos hasta el siglo III a. C. y la fecha de su desaparición definitiva es dudosa. En cualquier caso, la Liga habría desaparecido como muy tarde para la década de los años 230 a. C., fecha en la que las ciudades de Arcadia se unieron a la Liga Aquea.